# Michelbach-le-Haut
Michelbach-le-Haut é uma comuna francesa na região administrativa de Grande Leste, no departamento Alto Reno. Estende-se por uma área de 7,36 km². Em 2010 a comuna tinha 609 habitantes (densidade: 82,7 hab./km²).